# Таммер, Харальд
Харальд Таммер (эст. Harald Tammer, 9 января 1899, Ревель — 6 июня 1942, Унжлаг, Горьковская область) — эстонский журналист, общественный деятель, легкоатлет и тяжелоатлет. Чемпион мира, экс-рекордсмен Эстонии и призёр Олимпийских игр в Париже (1924) по тяжёлой атлетике.

## Биография
Харальд Таммер родился 9 января 1899 года в Ревеле (Российская империя).

## Карьера
В 1912 году начал заниматься спортом. Спустя три года вошёл в состав таллинского «Калева» и был легкоатлетом, специализирующимся на метательных видах, демонстрируя особенные успехи в толкании ядра.

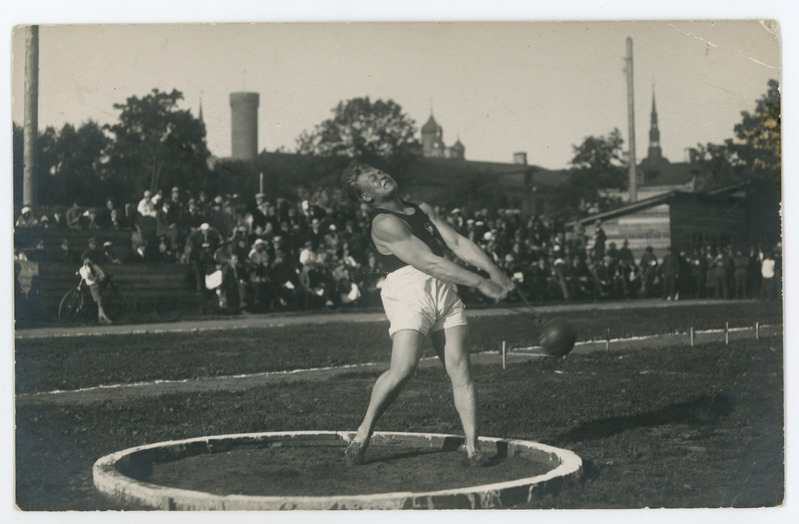
Харальд Таммер метает молот. Фотограф: Карл Хуго Акель

В 1916 году стал серебряным призёром чемпионата России в толкании ядра, и бронзовым — в метании диска и метании молота.
Во время Первой мировой войны добровольцем пошёл на фронт, впоследствии участвовал в войне за независимость Эстонии.
В 1920 году был знаменосцем эстонской сборной на Олимпийских играх в Антверпене, и занял 6-е место в толкании ядра.
С 1920-х годов занимался тяжёлой атлетикой. В 1922 году завоевал золотую медаль чемпионата мира в домашнем Таллине.
По состоянию на 1923 год, его лучшим результатом в метании ядра был бросок на 14,15 м. В метании молота личный рекорд составил 37,18 м, диска — 41,06 м. В 1920-х годах Таммер входил в десятку лучших в мировом рейтинге.
В 1924 году на Олимпийских играх в Париже Харальд Таммер завоевал бронзовую медаль в тяжёлой атлетике в весовой категории свыше 82,5 килограммов. На тех же Олимпийских играх принял участие в соревнованиях в толкании ядра, финишировав на двенадцатом месте.
Таммер трижды становился чемпионом Эстонии по тяжёлой атлетике с 1922 по 1924 годы и установил пятнадцать национальных рекордов.
После 1924 года он занимался тренерской деятельностью, готовил эстонских спортсменов к Олимпийским играм 1928 и 1936 годов. Также он был судьёй в тяжёлой атлетике.

### Вне спорта
В 1921—1928 годах Харальд Таммер был редактором Eesti Spordileht, в 1933—1940 — Eesti Päevaleht, в 1940 редактировал журнал Revue Baltique.
С 1928 по 1940 годы был членом правления Союза журналистов и Клуба спортивной прессы, также с 1932 и 1940 годы был председателем Балтийской ассоциацией прессы, входил в Олимпийский комитет Эстонии. С 1937 году стал членом Рийгикогу (национального собрания).
В феврале 1941 года Харальд Таммер был арестован НКВД, и полтора года спустя, 6 июня 1942 года, умер в Унженском лагере.